# ZPC Nieuwleusen
ZPC Nieuwleusen (Zwem- en poloclub Nieuwleusen) is de zwemvereniging van het Overijsselse Nieuwleusen.
De vereniging werd op 1 juli 1966 gesticht. De wedstrijdafdeling bestaat uit zo'n 30 leden. Hoewel de naam suggereert dat de vereniging ook een waterpoloteam heeft, is dit niet het geval.
De wedstrijdafdeling traint 's zomers in zwembad De Meule te Nieuwleusen. 's Winters wordt er uitgeweken naar het in Staphorst gesitueerde zwembad De Broene Eugte daar Nieuwleusen niet over een overdekt zwembad beschikt. De wedstrijdafdeling zwemt mee in de D-competitie.